# Tadó
Tadó est une municipalité située dans le département de Chocó, en Colombie.